# Mátranovák
Mátranovák község Nógrád vármegyében, a Bátonyterenyei járásban.

## Fekvése
Salgótarjántól 25 kilométerre délkeletre fekszik, közel a hevesi vármegyehatárhoz (Heves vármegyéből Ivád található hozzá a legközelebb).
Zsáktelepülés, közúton csak Mátraterenyén át közelíthető meg, a 2303-as útból kiágazó 23 109-es számú mellékúton.
Régen vonattal is el lehetett érni, a Mátramindszent–Mátranovák–Homokterenye-vasútvonalon, amelyen Kisterenye vasútállomásáról közlekedtek a vonatok Mátranovák-Homokterenye vasútállomásra, de ezen a vasútvonalon az 1990-es években megszűnt a vasúti forgalom, később a pályát is felszedték. Jelenleg a legközelebbi működő állomás Kisterenyén van, mióta a Kisterenye–Kál-Kápolna-vasútvonalon is megszűnt a személyforgalom.

## Története
Mátraterenye 1984-ben jött létre Homokterenye, Mátranovák és Nádújfalu egyesülésével. A falu 1991-ben újra önállóvá vált.

## Közélete

### Polgármesterei
- 1991–1994:
- 1994–1998: Csikó István Béla (független)[3]
- 1998–2002: Csikó István Béla (független)[4]
- 2002–2006: Csikó István Béla (független)[5]
- 2006–2010: Földi Gyula (független)[6]
- 2010–2014: Bodor Ernőné (független)[7]
- 2014–2019: Bodor Ernőné (független)[8]
- 2019–2024: Bodor Ernőné (független)[9]
- 2024– : Kuborczik Pál (független)[1]

## Természeti értékek
A község közigazgatási területén négy természetvédelmi terület van: a helyi bányatelep Kaszinópark nevű részében az idős fasorok állnak oltalom alatt. Védett a Cserkész-kút nevű forrás és környéke, a hegyeskei borókás legelő, illetve itt található, Nógrád vármegye legnagyobb 818 hektáros helyi védettségű természetvédelmi területe. Felszínét zömmel erdő borítja. A mélyebb fekvésű völgyek északi oldalát gyertyános-tölgyesek borítják, amelyekbe szálanként bükk is elegyedik. Kedvező adottságú a terület vízgyűjtő rendszere, több mint húsz tiszta vizű forrás táplálja. A közelben talált vaskorszaki település nyomai bizonyítják, hogy már régóta lakott hely volt. Mátranovákról az alig 10 fős kis településre Mátracserpusztára a Bikktetőn át "lappal kirakott járda" vezet. A puszta körül hagyásfás legelők, a pusztában a megmaradt épületek emlékeztetnek az egykori életformára. Itt található még Nyírmedpuszta, az ország harmadik legtisztább levegőjű települése.
A völgyet ölelő déli hegygerinc keleti végén, a Fehérszéken riolittufa borítja a felszínt. A riolittufában helyenként elszenesedő vagy kovásodó famaradványokat találni. Több helyen előbukkan a szénréteg, és bizarr formákat alakít a riolittufa felszínén az erózió.

## Gazdasága
A közelben a XIX-XX. században több barnakőszénbánya is működött, melyek közel egy évszázadra meghatározták az itt élő emberek életét. Az 1970-es években a bányabezárásokkal egy időben telepedett ide a Ganz Mávag, a későbbi Ganz Híd-, Daru- és Acélszerkezetgyártó üzeme, amelynek csarnokaiban készült a Dunaföldvári, a Lágymányosi és még sok más híd, illetve a Rijekában működő kikötői daru is. A gyártelep 2005-től a Bombardier Transportation Hungary Kft. tulajdona. A mátranováki és a környékbeli emberek manapság már a gyorsvonatok forgóváz szerkezetét gyártják. A település infrastruktúrája mára teljesen kiépült. A falu és környéke kedvelt kirándulóhely a Mátra alján.

## Nevezetességei
Hegyeskei borókás legelő:

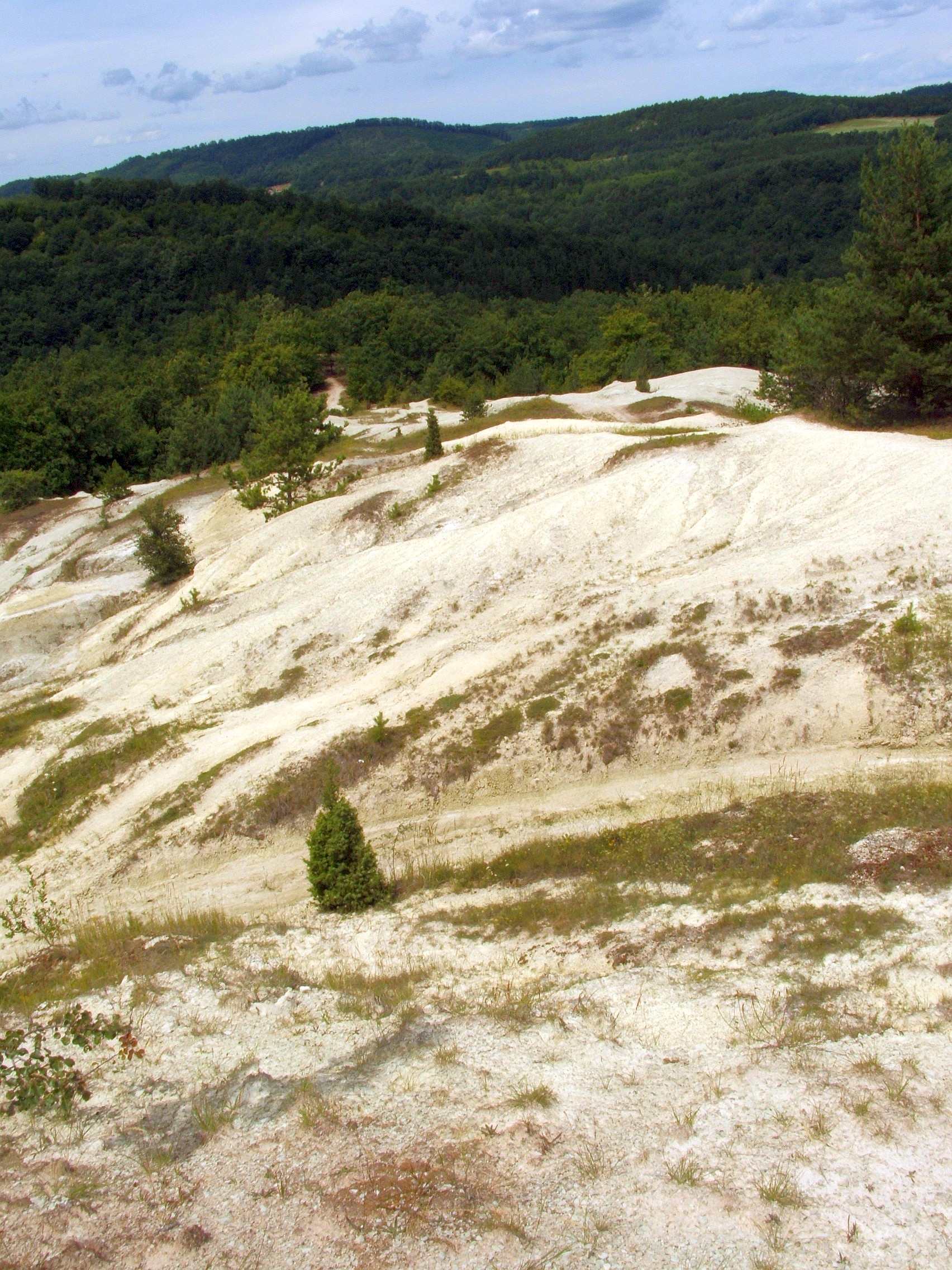
A Fehér-szék hegygerince a falu közelében

Mátranovák külterületén, a településtől pár kilométerre található 78 hektáros természetvédelmi terület, kedvelt turistahely. A növény- és állatvilág rajongói a közönséges boróka mellett több védett fajt megtalálhatnak a területen. Védett növények: árvalányhaj, tavaszi hérics, feketéllő kökörcsin. Védett állatfajok: gyurgyalag, hamvas küllő, több pinty- és rigófaj.
Fehérszék:
Mátranovákhoz tartozó Mátracserpuszta közelében található hegygerinc nevét az itt található, világos színű, ritkaságszámba menő, szemcsés szerkezetű riolittufáról kapta. Több helyen előbukkan a szénréteg, és bizarr formákat alakít a riolittufa felszínén az erózió.
Faluhely major:
Mátranovák közvetlen határában fekszik, amely a Mátra északi lábának geológiai adottságainak és sajátos élővilágának bemutatására szolgál (geológiai mintatér, valamint a Bükki Nemzeti Park fennhatósága alá tartozó védett terület). A terület tágabb környezetében festői szépségű hegyvonulatok és szelídebb lankák húzódnak, ahonnan rálátás nyílik a Mátrára, illetve az Északi-középhegység középső vonulataira. A Faluhely major keretein belül a palóc paraszti élet meghatározó tényezői kerülnek bemutatásra, úgy mint a gazdálkodás, a hagyományos állattartás, növénytermesztés, kenderfeldolgozás, öltözködés – népviselet, népi mesterségek, valamint a táplálkozáskultúra. A vendégeket állandó néprajzi gyűjteménnyel, néprajzi-helytörténeti fotókiállítással, a hagyományos állattartást bemutató kiállítással, növénytermesztési bemutatókkal; kender-, len-, gyapjúfeldolgozással, kézműves bemutatókkal, népi építészeti bemutatókkal, gasztronómiai bemutatókkal (kóstolási lehetőség), népi halászati, vadászati módok bemutatásával várják.
Bányász Emlékház:
A kiállításon az egykori bányászvilágba kalauzolják el az idelátogatókat. Megtekinthetőek a régi eszközök, írott dokumentumok, fotók, valamint egy feltárt aknarész is.
Borkovics László és Borkovics Péter – kovácsmester és üvegművész műhelye
Az ide látogatók a népi iparművészeti kiállításon megtekinthetik a kovácsmesterség és az üvegkészítés rejtelmeit. A bemutatón túl lehetőség nyílik foglalkozásokon való részvételre is.
Vásárhelyi Pál iparművész, keramikus
A kiállítóteremben a homlokzati címerek, síkcímerek és domborművek mellett vannak díszműüvegek is. A kerámiák megtekintése mellett azonban bemutató foglalkozásokon is részt vehetnek az érdeklődők. A kiállítóterem jelenleg nem látogatható Vásárhelyi Pál halála következtében.
Római katolikus templom (Nepomuki Szent János)
A mátranováki plébánia létrehozásának tervét először a helytartótanács 1782. március 4-ei jegyzőkönyvében találhatjuk meg. Az új templom megépítésének indokait a „…Kazár anyaegyházhoz való 2,5 órás távolság, valamint nagyobb lakosságszáma miatt… és az előrelépendő parókus érdekében…” jelölték meg. Az alapítási terv 1797-ben valósult meg, amikor báró Andrássy Antal rozsnyói püspök Cseleji Hagymási Mártont a nováki egyházi javadalomba beiktatta. Nógrád vármegye közgyűlési jegyzőkönyve a nováki új, felépítendő parókia telkének kijelöléséről, „elfoglalásáról” számol be 1798. február 28-án. Az ifjú Hagymási plébános nagy lelkesedéssel kezdte meg munkáját. A templom építésének fázisairól jelenleg nincs fellelhető dokumentum, de egy bizonyos, hogy 1800-ra már teljesen felépült.
A 200 éves templom egyhajós, késő barokk stílusú, az orgona és a szószék copf stílusú. 2000. szeptember 23-án újjászentelték.
Mátranováki Fanyűvő 
A Mátranováki Fanyűvő egy mitikus lény, kriptid. Első írásos említése 2011-ből származik, de a média beszámolói szerint már az 1980-as években is észlelték a falu melletti erdőkben. Állítólag a Jetihez hasonló, emberszerű, fehér szőrzetű lényt, neve a magyar néphitben elterjedt, hatalmas erejű, Fanyűvő nevű karakterből ered. Az RTL Klub Fókusz Plusz című műsora szerint a legenda alapja egy Mátranovákon élő fafaragó művész, akit a helyiek fanyűvőnek becéztek.

## Népesség
A település népességének változása:
| Lakosok száma | 1730 | 1701 | 1673 | 1606 | 1515 | 1521 | 1529 |
|               | 2013 | 2014 | 2015 | 2021 | 2022 | 2023 | 2024 |

2001-ben a település lakosságának 99%-a magyar, 1%-a cigány nemzetiségűnek vallotta magát.
A 2011-es népszámlálás során a lakosok 87,8%-a magyarnak, 2,8% cigánynak, 0,2% németnek mondta magát (12,2% nem nyilatkozott; a kettős identitások miatt a végösszeg nagyobb lehet 100%-nál). A vallási megoszlás a következő volt: római katolikus 56,5%, református 2%, evangélikus 0,5%, görögkatolikus 0,2%, felekezeten kívüli 15,3% (24,5% nem nyilatkozott).
2022-ben a lakosság 91,1%-a vallotta magát magyarnak, 1,2% cigánynak, 0,2% lengyelnek, 0,1-0,1% szlováknak, ukránnak és németnek, 2,1% egyéb, nem hazai nemzetiségűnek (8,8% nem nyilatkozott; a kettős identitások miatt a végösszeg nagyobb lehet 100%-nál). Vallásuk szerint 39,4% volt római katolikus, 2,2% református, 0,7% evangélikus, 0,3% görög katolikus, 1,1% egyéb keresztény, 0,5% egyéb katolikus, 15,1% felekezeten kívüli (40,5% nem válaszolt).

## Mátranovákhoz tartozó puszták
- Nyírmedpuszta
- Mátracserpuszta